# 亞倫格林
狂战士亚伦格林（Arngrim）是北欧神话中的一位人物，记载在描写北欧神话的著作《海尔瓦和海德里克传奇》（冰岛语：Hervarar saga ok Heiðreks，英語：Hervarar Saga）、《丹麦人的事绩》（Gesta Danorum）、《海恩德拉》（Lay of Hyndla）、《诗体埃达》（Örvar-Oddr）和其他法罗语（Faroese）民谣中。

## 《海瓦尔和海德里克传奇》中的亚伦格林
《海瓦爾和海德里克傳奇》有H、R、U三個版本，下為其中一個版本。

### 魔剑的诞生
在传说中，诸神之父奥丁（Odin）的后裔斯瓦弗尔拉梅王（King Sigrlami）是个狂傲的帝王，为人野蛮粗暴，四处征战，他的敌人统统逃脱不了被杀死的命运。作为神族的后裔，这个「次神」（非纯正的神族血统）的战力早已不如他的祖先们那样强悍。斯瓦弗尔拉梅王不满足于「杀敌八百，自损一千」的境地，他又听说侏儒族擅长锻造神兵利器，就坑害侏儒族，要求其为他打造兵刃，最终得到了魔剑。他得到此剑之后，虽然在众多战役中都获得了胜利，却不知道凶厄的命运悄然将至。

### 侏儒族的悲惨遭遇
传说中这样描写侏儒族的这段悲惨命运：斯瓦弗尔拉梅王设下陷阱，在侏儒杜华林（Dvalin）和杜林（Durin）从栖身的岩石中出来时捉住他们，并以死亡作为威胁，要求他们打造出一把「用黄金锻造的剑柄和腰带，无坚不摧、百发百中的神剑」。被威胁的侏儒们极不甘愿的将剑打造好，在剑上下了诅咒：「只要出鞘就必得带走人命，而且迟早会使持有者走向灭亡」。据说只要没有血的喂养，提尔锋（Tyrfing Sword）（侏儒所打造的魔剑）就会伤主，使主人「绝嗣、衰败、内斗」，不得善终，这就是提尔锋导致三大悲剧的开端。斯瓦弗尔拉梅王得知提尔锋被下了诅咒后，便想要以提尔锋诛杀侏儒杜华林和杜林。侏儒们得到了住在衡之水的另一个神族战士巨人浩之王的帮助，逃进了邢台山脉横亘万里的岩石中，斩入岩石的提尔锋一剑将邢台山脉砍成无数大山，但没能杀了两个侏儒，愤怒的斯瓦弗尔拉梅王转身挥剑砍向巨人浩之王，万幸的是，这时候一个战女神敬娅路过这里救了那个巨人战士，因此提尔锋也就失去了它的牺牲者。

### 狂战士的出世
后来在一场战役里，斯瓦弗尔拉梅王差点毁了一个安静祥和的农村，这个农村的是伴随着开天辟地而诞生的，村里的人都是真正纯血统的神族后裔，虽然几乎所有人都没有神力了。就在他们因为战争快活不下去的时候，狂战士亚伦格林（Arngrim）横空出世，拯救了这个村子。他威猛无比，文武双全，智力过人，神力顶天，仁慈无双，是村里最后一个有神力的正神后裔。这场战役毁了他的家庭，他的妻子丧生，女儿被掳走。村民们就拜托这个狂战士去攻打斯瓦弗尔拉梅王来拯救他们，小伙子亚伦格林就带着妻子的祝福和爱恋、村民们的祈祷上路了，前往战场挑战斯瓦弗尔拉梅王。

### 天作孽不可恕
亚伦格林一路上得到了女神和侏儒族的帮助，来自神秘东方的ChirsZa也给他讲了很多战术和战法，教他如何将自身的神力转化成可抗衡天道不公的神奇武功。侏儒给了他一个盾牌并告诫他不能拔出提尔锋。在一个晦暗的天气，傲慢的斯瓦弗尔拉梅王接受了决战，拔出提尔锋应战，但剑却砍中亚伦格林的盾牌而从手中滑落，亚伦格林拿起插在地上的提尔锋砍掉斯瓦弗尔拉梅的一只手，将斯瓦弗尔拉梅王杀掉。特地打造提尔锋的王，反被提尔锋杀掉，从此提尔锋便因此成为人人惧怕的魔剑。

### 提尔锋的诅咒
尽管杀了斯瓦弗尔拉梅王，报了仇，亚伦格林过的并不如意，饱受诅咒的折磨。后来，他隐居于一个海岛，遇见了新妻子，有了儿子。但是20年后一群海盗杀了他，抢走了提尔锋。海盗们发现提尔锋的诅咒，又将提尔锋还给了亚伦格林的儿子安根提尔(有版本是由亞倫格林親自交給兒子)。接過劍的安根提尔兄弟們組成傭兵團，他們雖然靠著利劍在任務中無往不利，卻也被詛咒吞噬變的狂暴，最終在與別的傭兵團爭執中全數喪生。
又过了几十年，亚伦格林的孙女赫爾薇爾誓要成为一名海盗，便决定找回魔劍，此时的提尔锋早已成了她父亲的殉葬品。安根提尔的坟墓在一个常有鬼魂出没的小岛上，赫爾薇爾没能找到可靠的同伴，只好孤身踏上险程。她不停地召唤父亲的灵魂，直到他交出提尔锋。安根提尔的灵魂警告赫爾薇爾，“提尔锋会让每一个与她关系密切的人丧命” 。可是赫爾薇爾没有把诅咒放在心上，執意取走了魔劍，成為了一位名聲遠播的海盜並嫁給了一位國王。詛咒再次生效，赫爾薇爾的長子赫德雷克誤殺了弟弟小安根提尔，赫德雷克因此被其父逐出國境。
然而詛咒仍在繼續，日後成為哥特人之王的赫德雷克，在一次航行中於喀爾巴阡山脈（原文Harvaðafjöllum，由格林定律推得）紮營。夜晚，八名奴隸騎手進入他的帳篷，殺死在睡夢中的他，這是提爾鋒最後一次的惡行。赫德雷克之子，第三位安根提尔，最終抓住並處死了当初的奴隸，重新奪回了魔劍，印证了矮人的詛咒。

### 其他版本
《海瓦爾和海德里克傳奇》中H、U版本，亚伦格林（Arngrim）獲得提爾鋒（Tyrfing Sword）劍的途径與上述類似，在R版中亞倫格林（Arngrim）因為戰功被賜與提爾鋒（Tyrfing Sword）劍與公主Eyfura。

## 《丹麦人的事迹》中的亚伦格林
在《丹麦人的事迹》（Gesta Danorum）中，亚伦格林为获得丹麦国王Fróði的女兒Eyfura青睞，去击败薩米人後，获得国王Fróði同意，娶公主Eyfura为妻并育有12個儿子。